# Soul Survivor ’98
A Soul Survivor ’98 című dal C. C. Catch 1987-ben megjelent Soul Survivor című kislemezének 1998-as változata, mely a Best of ’98 című válogatás albumon található. A dal a spanyol kislemezlista 8. helyéig jutott, és a klubok kedvence is volt.

## Tracklista
CD Maxi
Spanyol kiadás (Hansa 74321 633232)
1. "Soul Survivor ’98" (Rap Version) – 3:09
2. "Soul Survivor ’98" (Long Version) – 8:00

## Slágerlista
| Slágerlista (1998) | Legmagasabb helyezés |
| ------------------ | -------------------- |
| Spanyolország      | 8                    |

## Külső hivatkozások
- Dalszöveg Soul Survivor[3]
- Az eredeti videóklip[4]